# باغ صبوح‌آباد شمالی
باغ صبوح‌آباد شمالی یکی از باغ‌های تاریخی استان فارس واقع در شهر شیراز بوده‌است که در دوران اتابکان توسط شاهزاده سلغور شاه بنا شده‌است.
این باغ که هم‌اکنون ویران شده‌است در شمال شیراز در حوالی باغ تخت قراچه و نزدیکی دروازه قرآن قرار داشته‌است و مقر شاهزادگان سلسله اتابکان بوده‌است.